# Blossom - Le avventure di una teenager
Blossom - Le avventure di una teenager è una sitcom comica trasmessa per la prima volta dal 1990 al 1995 sulla NBC. La serie aveva come protagonista l'attrice Mayim Bialik nel ruolo di Blossom Russo, un'adolescente che viveva col padre e i due fratelli. La serie è stata creata da Don Reo.
In Italia è stata trasmessa da Rai 2 dal 2 ottobre 1994 al 17 novembre 1997.

## Trama
La serie comincia con la madre di Blossom, che lascia la famiglia per seguire la propria carriera, e la famiglia che cerca di andare avanti come può. Il padre di Blossom, Nick, è un musicista, quasi sempre in tour. Suo fratello maggiore Anthony si sta riabilitando da alcol e droga. Joey, l'altro fratello, invece, non è una persona molto brillante, noto più che altro per la sua esclamazione "whoa".
Anche la migliore amica di Blossom, Six LeMeure, ha  un ruolo significativo nella vita della ragazza. Six, in grado di parlare velocissimo, è conosciuta per i suoi ragionamenti piuttosto complicati. Blossom riceve spesso consigli nelle sue fantasie, da celebrità come Mr. T, Hugh Hefner, Phylicia Rashād (che ha il ruolo della madre ideale nella fantasia di Blossom) e Will Smith, che fanno da guest star nel corso della serie.

## Produzione
Vennero prodotte cinque stagioni di Blossom per un totale di 114 episodi. La sigla era My Opinionation di Mike Post e Steve Geyer e cantata da Dr. John. Molti degli episodi della serie furono diretti da Bill Bixby, attore protagonista de L'incredibile Hulk, fino alla sua morte.  Bixby era sul set di questa serie per dirigere l'episodio 4.17 ("Meat") il 15 novembre 1993 quando ebbe un collasso durante le riprese e fu portato di corsa in ospedale, dove morì sei giorni dopo.

## Episodi
| Stagione         | Episodi | Prima TV USA | Prima TV Italia |
| ---------------- | ------- | ------------ | --------------- |
| Prima stagione   | 14      | 1990-1991    | 1994-1995       |
| Seconda stagione | 24      | 1991-1992    | 1994-1995       |
| Terza stagione   | 26      | 1992-1993    | 1995            |
| Quarta stagione  | 28      | 1993-1994    | 1997            |
| Quinta stagione  | 22      | 1994-1995    | 1997            |